# Iglesia de la Santa Cruz de Roma
La Iglesia de la Santa Cruz de Roma o Iglesia Santa Cruz de Roma es la principal iglesia de culto católico en la ciudad de Panchimalco, departamento de San Salvador, El Salvador.
En la iglesia se venera la exaltación de la Santa Cruz de Roma. Su construcción data al período colonial y su arquitectura barroca y antigüedad le ha meritado el título de patrimonio religioso y fue nombrado monumento nacional por el decreto legislativo 209 del 27 de febrero de 1975.

## Historia
La iglesia primitiva hubiera sido construida por orden de los españoles en el principio de la colonización; probablemente hubiera sido una pequeña estructura de bajareque con un techo de paja.
No hay documentos que datan la construcción de la iglesia, pero el libro de bautismos más antiguo de los archivos de la iglesia datan a 1655 y no hay referencias acerca de nuevas construcciones; por tanto se asume que fue construida antes de esta fecha. Una de sus campanas datan a 1563.
En el 28 de mayo de 1736, un terremoto causó daños severos y la iglesia fue parcialmente destruida; dos años más tarde en 1738, en respuesta a una solicitud de las autoridades locales hecha a la corona española, hubo una inspección de los daños hechos a la iglesia. Cristóbal Rendero fue nombrado alarife encargado de las reparaciones. El precio de estas reparaciones eran de 2,159 pesos y un real.
En las inundaciones de 1762, la iglesia fue una de las pocas estructuras que se mantuvieron en pie.
En el 1 de marzo de 1817, la iglesia fue convertida en sede de parroquia.
En 1864, el cura de Panchimalco hizo un inventario de la iglesia: había 7 antiguas piezas de altar, el altar mayor estaba siendo modificada con un camarín, modificaciones en su parte alta y la adición de oro. Los otros altares estaban en buena condición y cada uno tenía su nombre dependiendo en el santo a que se dedicaba. En ese año fue construido el altar de Nuestra Señora del Rosario.
Hasta 1867, había un coro dentro de la fachada principal.
Según el gobernador G. Ramírez, durante los primeros cuatro meses de 1895 se había construido la sacristía de la iglesia; se había ocupado para la escuela de niñas la casa que algunos sacerdotes habían designado para convento, los sacerdotes tomaron el edificio que correspondía al verdadero convento que describió como "espacioso y cómodo."
En 1906, el convento fue abandonado y llegó a denominarse convento viejo; los religiosos vivían en el llamado convento de abajo donde actualmente está la escuela parroquial.

## Descripción

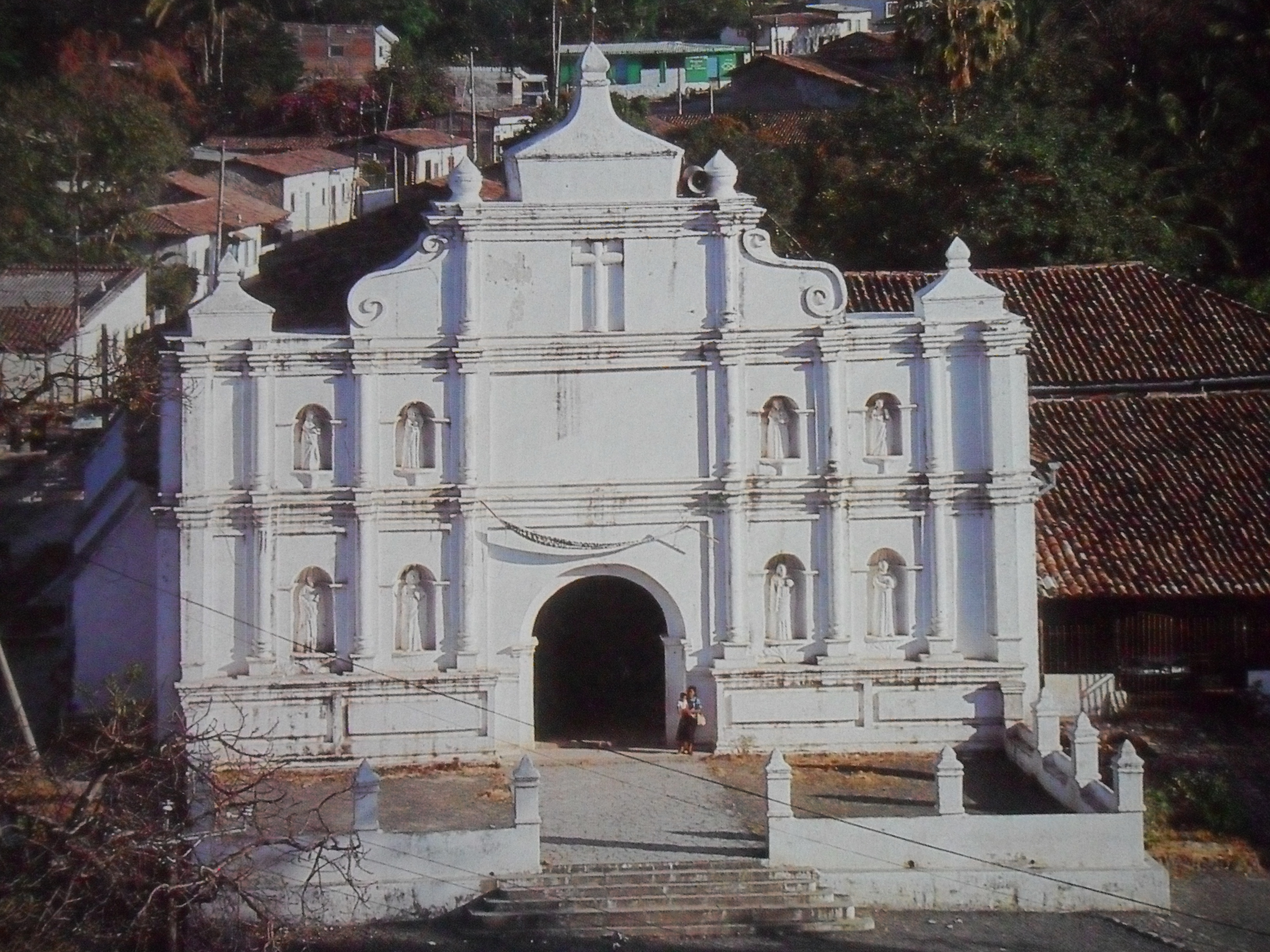
Vista de la iglesia

La iglesia tiene un plano rectangular orientado sobre un axis de sur a norte, teniendo 35.12 metros de largo por 15.85 metros de ancho con un ábside rectangular de 8 por 8 metros. Tiene una columnata doble que divide el espacio en 3 naves longitudinales, teniendo la principal una anchura de 6.6 metros y las otras dos una anchura de 4 metros. Tiene una ala adicional al este que es la capilla del Sagrado Corazón, esta es rectangular con 10 metros de largo y una anchura de 5 metros. Al sur de la capilla está el convento o casa parroquial cuyas dimensiones son 18 por 9 metros; el convento tiene un corredor al sur que tiene 5 metros de ancho.